# Caloptilia amphidelta
Caloptilia amphidelta är en fjärilsart som först beskrevs av Edward Meyrick 1918.  Caloptilia amphidelta ingår i släktet Caloptilia och familjen styltmalar. Inga underarter finns listade i Catalogue of Life.